# Urumi

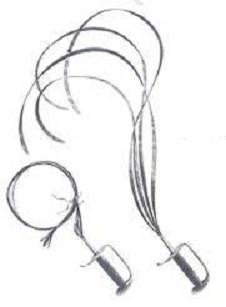
Urumi

Urumi, język malajalam: ഉരുമി – broń biała w postaci taśmy z ostrej giętkiej stali, mogącej zwinąć się w ciasny zwój. Urumi używane są do tej pory w indyjskim stanie Kerala, jako jedna z odmian broni używanych w tradycyjnych sztukach walki kalari payattu. Szczególną popularnością cieszą się w północnej części wybrzeża malabarskiego. W części południowej Malabaru noszą nazwę "chuttuvaal", od słów "chuttu" (zwój) i "vaal" (miecz). 
Urumi uważane jest za najbardziej niebezpieczną broń stosowaną w kalari payattu, jego użycie wymaga dużych umiejętności i koncentracji, dlatego też naucza się tej sztuki jedynie najlepszych adeptów. Urumi można nosić owinięty wokół pasa, często był w przeszłości bronią kobiet.